# 月山可也
月山 可也（つきやま かや、10月25日 - ）は、日本の漫画家。男性。埼玉県出身。

## 略歴
- 1999年 - 『週刊少年マガジン』の第62回新人漫画賞で選外佳作を受賞、第63回新人漫画賞で佳作を受賞[2]
- 2000年 - 『マガジンFRESH』冬号に掲載された『フェイスレボリューション』でデビュー[1]
- 2005年 - 『マガジンSPECIAL』No.7からNo.11まで『LIFE★LIFE』を連載[2]
- 2006年 - 『週刊少年マガジン』2006年21・22合併号から『エリアの騎士』を連載[2]
- 2019年 - 『週刊ヤングマガジン』2019年14号から『神さまの恋人』を連載[3]
- 2021年 - 『週刊少年マガジン』2021年39号から『iコンタクト』を連載[4]
- 2024年 - 『LINEマンガ』にて『激紅のレッドアイ』を連載[5]

## 作品リスト

### 連載
- LIFE★LIFE（『マガジンSPECIAL』No.7 - No.11）
- エリアの騎士（原作：伊賀大晃、『週刊少年マガジン』2006年21・22合併号 - 2017年17号）
- 神さまの恋人（原作：伊賀大晃、『週刊ヤングマガジン』2019年14号[3] - 2020年11号）
- iコンタクト（原作：伊賀大晃、『週刊少年マガジン』2021年39号[4] - 2022年21号[6]）
- 激紅のレッドアイ（原作：松浦だるま・MYRIAGON STUDIO、コンテ：花林ソラ、『LINEマンガ』2024年2月27日[5] - ）
- ゲーム中盤で死ぬ悪役貴族に転生したので、外れスキル【テイム】を駆使して最強を目指してみた（原作：八又ナガト、『ヤンマガWeb』2025年2月17日[7] - 連載中）

### 読切
- フェイスレボリューション（『マガジンFRESH』2000年冬号掲載）
- 花火!!（『マガジンFRESH2000年夏号掲載）
- SWISH（『週刊少年マガジン』2002年14号掲載）
- 律儀な田中くん（『月刊ガンガンWING』2005年7月号）
- GET SPORTS 中村俊輔物語（原作：テレビ朝日、企画：伊賀大晃・伊藤滋之、『週刊少年マガジン』2010年28合併号、講談社）

### その他
- 『コミックメガストア』2004年10月号のHP紹介コーナー「Virtual HP Guide」のイラスト
- レンタルサーバーロリポップ!のバナー広告イラスト（2004年）
- 『マガジンSPECIAL』2005年No.10からNo.12まで「CINEマニア」のイラスト
- 東日本大震災の被災者の支援にも取り組んでおり、他の漫画家と共同で東日本大震災チャリティ同人誌「pray for Japan」で執筆する[8]。
- ダイヤのA（第22、23話エンドカード、2014年）

## 師匠
- 瀬尾公治[2]